# Johann Friedrich Overbeck
Johann Friedrich Overbeck (* Lübeck, 3. lipnja 1789. – † Rim, 12. studenog, 1869., bio je njemački slikar poznat kao neformalni lider romantičarsko - religioznog pokreta - nazarenaca.

## Životopis
Johann Friedrich Overbeck počeo je studirati slikarstvo na Likovnoj akademiji u Beču ali se ubrzo razočarao akademskim pristupom u nastavi, zbog tog je zajedno sa šest istomišljenika - 1809., osnovao udruženje - Lukasbund (Lukasbrüderschaft) po uzoru na nekadašnje srednjovjekovne bratvštine. Ono je za cilj imalo obnovu umjetnosti na temeljima vjerskog zanosa i iskrenosti ranokršćanstva. Umjetnički ideali bili su im slikari 
renesanse Albrecht Dürer, Perugino i rani Rafael.
Overbeck se s dijelom članova svoje bratvštine preselio u Rim 1810. i tamo potpuno posvetio slikarstvu i vjerskoj meditaciji, živjeći poput monaha u svojoj maloj zajednici. Ona se sveg prihvaćala kolektivno, tako su oslikali Casu Bartholdy 1816. ciklusom fresaka na temu Prodaje Josipa, i paviljon u Vili Massimo u Rimu. Najbolji Overbeckov rad iz tog razdoblja je freska Stigme sv. Franje u kapeli Porziuncola u Assisiju koju je naslikao 1829. Overbeck je slikao precizniznim obrisima, a plohe ispunjavao jasnim, jarkim bojama, akcentirajući detalje iz kršćanske simbolike.
Kako je stario slikarstvo mu je vremenom postalo sve blijeđe i stereotipnije, ali je bez obzira na pad kvalitete - ipak je vršilo velik utjecaj na slikare religioznih tema 19. stoljeća, osobito na sličan slikarski pokret - Prerafaelite. 
Od početka 20. stoljeća ponovno je porastao interes za Overbecka, ali novo vrijeme više je cijenilo njegove rane radove, grafike i crteže, nego njegovo freskoslikarstvo.
Zbog slave koja ga je pratila kao vrsnog slikara religioznih tema, angažirao ga je biskup Josip Juraj Strossmayer - da napravi freske za novu Đakovačku katedralu, ali je on uspio prije svoje smrti nacrtati samo - kartone (radne skice), pa je zbog tog 1870. angažirao druge slikare da po Overbeckovim kartonima oslikaju katedralu.
- Kuriozum iz njegove biografije, je da se preobratio na katoličanstvo 1813.[1]iako je odrastao u porodici čiji su članovi vjekovima bili protestanski pastori.

## Vanjske poveznice
- Johann Friedrich Overbeck (na portalu Encyclopedia Britannica) (engl.)
- Friedrich Overbeck (na portalu History of Art)  Arhivirana inačica izvorne stranice od 4. rujna 2017. (Wayback Machine) (engl.)